# Bivacco Battaglione skiatori monte Ortles
Il bivacco Battaglione skiatori monte Ortles è un bivacco dell’Associazione Nazionale Alpini sito a 3130 m s.l.m. in comune di Valfurva, nel gruppo Ortles-Cevedale facente parte delle Alpi Retiche occidentali.

## Caratteristiche
Il bivacco è situato in una propaggine meridionale della valle di Dosegù (a sua volta diramazione della val di Gavia, tributaria della Valfurva), poco al di sotto di una cima senza nome (altitudine 3150 m s.l.m.) con numerose fortificazioni e trincee risalenti alla prima guerra mondiale.
È sito in una capanna costruita durante il medesimo conflitto, convertita in bivacco dall’ANA di Valfurva e più volte ristrutturata. È una costruzione in legno dotata di 6 posti letto a castello e una stufa a legna. A breve distanza è posta una latrina a cabina.

## Accessi
L'accesso avviene dal rifugio Arnaldo Berni, posto a lato della SP 29 del passo di Gavia sul versante furiccio a quota 2541 m s.l.m. Il sentiero si abbassa fino ad un ponte sul torrente Gavia, per poi guadagnare quota verso l’ingresso della val Dosegù. Il tracciato perde nuovamente quota per raggiungere e seguire sulla sponda destra il rio Dosegù. Al bivio per il ghiacciaio di Dosegù posto a 2640 m s.l.m. il sentiero prosegue verso destra. Superati alcuni laghetti glaciali alla quota di circa 2800 m s.l.m. il percorso conduce fino al bivacco.

## Ascensioni
- Cima di Vallumbrina[6] (3323 m s.l.m.) in ore 0:30[7]
- Pizzo di Vallumbrina[8] (3325 m s.l.m.) in ore 1:00
- Cima di Villacorna[9] (3447 m s.l.m.) in ore 3:00
- Monte Mantello[10] (3518 m s.l.m.)